# Donji Rogolji
Donji Rogolji es una aldea de Croacia en el ejido del municipio de Okučani, condado de Brod-Posavina.

## Geografía
Donji Rogolji se encuentra en el municipio de Okučani, en el condado de Brod-Posavina, en las alturas Psunj, a una altitud de 245 metros sobre el nivel del mar y cubre un área de 2,20 km². Según el informe del censo de 2011, había 40 habitantes.
Está a 144 km de la capital croata, Zagreb.

## Demografía
En el censo 2021 el total de población de la localidad de Donji Rogolji fue de 24 habitantes.
| Gráfica de población de Donji Rogolji 1948-2011                     |
|                                                                     |
| Según los censos de población de la oficina estadística de Croacia. |